# Trindtjärnen, Lappland
Trindtjärnen är en sjö i Storumans kommun i Lappland och ingår i Umeälvens huvudavrinningsområde. Sjön har en area på 0,0914 kvadratkilometer och ligger 448,1 meter över havet.

## Delavrinningsområde
Trindtjärnen ingår i det delavrinningsområde (726035-152184) som SMHI kallar för Nedlagd mätstation. Medelhöjden är 423 meter över havet och ytan är 5,24 kvadratkilometer. Räknas de 50 avrinningsområdena uppströms in blir den ackumulerade arean 567,35 kvadratkilometer. Kirjesån som avvattnar avrinningsområdet har biflödesordning 2, vilket innebär att vattnet flödar genom totalt 2 vattendrag innan det når havet efter 311 kilometer. Avrinningsområdet består mestadels av skog (90 procent). Avrinningsområdet har 0,1 kvadratkilometer vattenytor vilket ger det en sjöprocent på 2 procent.